# Hengelo (Overijssel)
Pour les articles homonymes, voir Hengelo.
Hengelo est une commune et ville néerlandaise d'environ 81 000 habitants, située dans la province d'Overijssel.

## Sports
Le stade Fanny-Blankers-Koen est un stade d'athlétisme construit en 1948 et baptisé ainsi en 1981.

## Patrimoine
- Basilique Saint-Lambert

## Personnalités nées à Hengelo
- Gerharda Hermina Marius (1854-1919), femme peintre ;
- Pieter de Monchy (1916-2011), sculpteur ;
- Herman Krebbers (1923-2018), violoniste et pédagogue ;
- Jacqueline de Jong (1939-2024), peintre, sculptrice et graphiste ;
- Nazmiye Oral (1969-), actrice.